# Société des réalisatrices et réalisateurs de films
 (novembre 2024).
 (décembre 2024).
La Société des réalisatrices et réalisateurs de films (SRF) est une association de cinéastes fondée en 1968, se donnant pour mission de « défendre les libertés artistiques, morales et les intérêts professionnels et économiques de la création cinématographique et de participer à l'élaboration de nouvelles structures du cinéma. » La SRF organise également la Quinzaine des réalisateurs depuis 1969 et le Festival du cinéma de Brive depuis 2004.

## L'organisation
La SRF est menée par un Conseil d'administration de 22 membres, élus chaque année lors de l'Assemblée générale : 17 sont élus au collège « long métrage », et 5 au collège « court métrage ».
La SRF compte plus de 300 cinéastes adhérents, réalisateurs et réalisatrices de fiction, de documentaire ou d'animation. Au fil des années, elle a acquis une expertise du secteur cinématographique et participe à l’ensemble des négociations et réflexions de la filière. Elle y promeut le rôle central du réalisateur dans le processus de création. Elle est représentée dans les différentes commissions du CNC, notamment la commission d'agrément et la commission de classification des films. 
La SRF détient la coprésidence du BLOC (Bureau de Liaison des Organisations du Cinéma) et du ROC (Regroupement des Organisations du Court métrage). Elle est membre de la FERA (Fédération européenne des réalisateurs de l’audiovisuel), de la Coalition française pour la diversité culturelle et de l'Observatoire de la liberté de création de la Ligue des droits de l'Homme.
La SRF organise la Quinzaine des réalisateurs (créée en 1969) et le Festival du cinéma de Brive - Rencontres du moyen métrage (créé en 2004). Elle est à l'origine de la création de l'ACID, de l'Agence du court-métrage, et plus récemment de LaCinetek, plateforme consacrée au cinéma de patrimoine et portée par l'association La Cinémathèque des Réalisateurs fondée en 2014 avec LMC/UniversCiné .

## Le Carrosse d'or
Le Carrosse d'or est un hommage rendu par les réalisateurs de la SRF à l’un de leurs pairs, choisi parmi les cinéastes du monde entier, pour les qualités novatrices de ses films, pour son audace et son indépendance.
Le prix, parrainé par Canal+ Cinéma, a été créé en 2002, et a distingué successivement Jacques Rozier, Clint Eastwood, Nanni Moretti, Ousmane Sembène, David Cronenberg, Alain Cavalier, Jim Jarmusch, Naomi Kawase, Agnès Varda, Jafar Panahi, Nuri Bilge Ceylan, Jane Campion, Alain Resnais, Jia Zhangke, Aki Kaurismäki, Werner Herzog, Martin Scorsese, John Carpenter, Frederick Wiseman, Kelly Reichardt et Souleymane Cissé.
Le Carrosse d'or est remis chaque année à l'occasion de l'ouverture de la Quinzaine des réalisateurs. Le prix se présente sous la forme d’une statuette en bronze, créée à partir des personnages de la commedia dell'arte et du film homonyme de Jean Renoir, par la peintre-sculptrice Lili Legouvello.

## Histoire de la SRF

### Années 1960 et 1970
Le vendredi 9 février 1968, le remplacement d’Henri Langlois à la tête de la Cinémathèque française, provoque un tollé et la mobilisation d’une partie du monde du cinéma contre le pouvoir gaulliste. Cette contestation se prolonge, quelques mois plus tard, avec l’interruption du Festival de Cannes pendant les événements de mai 68, et l’organisation des États Généraux du Cinéma à Suresnes. 
C’est dans ce contexte d’agitation et de réflexion que des cinéastes fondent, le 14 juin 1968, la Société des réalisateurs de films, association loi de 1901 ayant pour objectif de « grouper les réalisateurs de cinéma, afin de défendre les libertés artistiques, morales et professionnelles » de la création cinématographique. Ses fondateurs sont Pierre Kast, Jacques Doniol-Valcroze, Robert Enrico, Robert Bresson, Costa-Gavras, Claude Lelouch, Jacques Rozier, René Allio, Philippe de Broca, Jacques Rivette, Jacques Deray, Louis Malle, Luc Moullet, Marcel Carné, Claude Berri, Jean-Louis Comolli, Jean-Daniel Pollet, Jean-Daniel Simon.
En août 1968, lors de la publication du premier « Programme d’action immédiate » de la SRF, l’association compte 155 adhérents, et reflète de nombreuses sensibilités esthétiques du cinéma français[réf. nécessaire].
La  SRF est déjà engagée sur les fronts qui définiront son combat dans les décennies suivantes : défense du réalisateur, du cinéma et de sa diversité ; lutte contre des phénomènes de concentration déjà à l’œuvre et contre toute forme de monopole ; réflexion sur l’accès du public à la diversité des œuvres ; solidarité avec les cinéastes victimes de censure, en France et à l’étranger ; dénonciation de la loi de 1975 sur la pornographie ; présence dans les toutes les commissions du CNC et les instances sociales ; discussions ininterrompues avec les pouvoirs publics, les institutions et les autres organisations, création de la Quinzaine des réalisateurs (1969) et de « Perspectives du cinéma français » (1974). 

### Années 1980
La SRF acquiert dans les années 1980 une véritable dimension internationale et multiplie les contacts avec ses homologues étrangers. Les cinéastes se rencontrent et se fédèrent dans un grand mouvement de solidarité, aux niveaux européen et mondial. 
La FERA (Federation of European Film Directors) voit le jour aux Rencontres cinématographiques de Saint-Étienne de 1979, afin de favoriser les échanges entre réalisateurs européens et d’agir pour le droit d’auteur. Dans la Charte de Delphes publiée en 1988, les réalisateurs prônent la diversité culturelle en Europe et clament le « droit pour chacun d’enrichir sa personnalité par des émotions, des expériences vécues et partagées et par la connaissance ; le droit pour le public de choisir librement ; le droit pour les créateurs de s’exprimer librement. » 
Des Assemblées mondiales de réalisateurs sont également convoquées. L’Assemblée de Madère, en octobre 1983, réunit 152 réalisateurs venus de 46 pays, afin de défendre les productions nationales contre le cinéma américain dominant, la liberté d’expression des artistes et lutter contre la standardisation des œuvres, induite par les phénomènes de concentration de la production et de la distribution.
À cette époque, les réalisateurs de la SRF instituent un rendez-vous mensuel avec le directeur du CNC. Les grands combats de la SRF sont alors la sauvegarde de l’Avance sur recettes et l’amélioration du statut d’auteur-réalisateur. Les réalisateurs demandent à bénéficier des mêmes droits moraux et financiers que les autres créateurs artistiques, notamment d’une rémunération proportionnelle à l’exploitation de leurs œuvres. La protection et conservation des œuvres font également l'objet de revendications collectives. Une nouvelle loi sur le droit d’auteur audiovisuel est votée le 3 juillet 1985. Elle comporte de nombreuses avancées : l’élargissement du statut d’auteur à l’ensemble des réalisateurs de l’audiovisuel, la rémunération due pour chaque mode d’exploitation, l’obligation de transparence des producteurs sur les recettes, le droit de préemption du réalisateur sur son œuvre en cas de faillite du producteur, l’établissement de standard de conservation, la création de la rémunération pour copie privée, etc.
Les années 1980 sont aussi marquées par la création d’une Agence du court métrage sur impulsion des cinéastes de la SRF, et par l’arrivée de nouvelles problématiques liées à la diffusion télévisuelle des œuvres : la SRF est alors farouchement opposée à l’idée d’une interruption publicitaire de leur diffusion. 

### Années 1990
Le début des années 1990 est marqué par la lutte pour l’Exception culturelle. Les réalisateurs sont les premiers à se mobiliser au Parlement européen pour exclure le cinéma et l’audiovisuel des accords de libre échange du GATT. Ils finiront par obtenir victoire en 1994. En 1998, la forte mobilisation des organisations indépendantes du cinéma contre l’Accord Multilatéral Investissement (AMI) est également un succès : elle préserve l’audiovisuel d’un démantèlement des politiques nationales de soutien à la création, et de l’accès des majors américaines au Fonds de soutien hexagonal. 
Dans le cadre de la FERA, les réalisateurs portent plusieurs propositions pour construire un système de soutien au cinéma européen, alors en grande difficulté. Ils proposent d’harmoniser les réglementations européennes, de créer des Centres du cinéma dans chaque pays, ainsi qu’un Centre européen du Cinéma, d’établir des obligations d’investissement et des quotas européens pour les télévisions, etc.   
C’est dans ce contexte que la SRF et d’autres organisations du cinéma français se fédèrent autour de la notion d’indépendance. Elle appuie la création de l’ACID (Association du cinéma indépendant pour sa diffusion), née en 1992 avec pour mot d’ordre le verbe « résister ». S'ensuivent des Assises du cinéma indépendant : convoquées en 1995 et 1996, elles donneront naissance au BLOC (Bureau de Liaison des Organisations du Cinéma) en 1998. Celui-ci réunit les réalisateurs, les auteurs, les producteurs, les distributeurs, les artistes-interprètes, les exploitants et les techniciens dans la défense des indépendants, contre les logiques industrielles et mondialisées, pour garantir la liberté d’expression artistique, l’indépendance de la production et de la distribution et la pluralité de l’exploitation.
« Préserver la pluralité des œuvres, des styles, des tendances, n’est qu’une façon de reconnaître la diversité de l’humain. À l’adjudant qui ne "veut voir qu’une seule tête", répond l’exigence, pour chaque individu, d’être différent et d’avoir le droit de vivre. Les œuvres ont le droit de vivre. » (Combien de divisions ?, publication de la SRF à l’occasion de ses 25 ans, 1993)
Le combat des cinéastes de la SRF ne se limite pas à la politique culturelle, puisqu'ils s'engagent sur les questions sociales et politiques françaises. C’est ainsi que la SRF milite à la fin de la décennie pour la régularisation des sans-papiers. Elle lance une pétition, qui recueille des milliers de signataires, et réalise un film, Nous, sans-papiers de France, projeté en avant-séance de tous les films français sélectionnés au Festival de Cannes en 1997, et dans des centaines de salles. 

### Années 2000
Au début des années 2000, le cinéma français se porte bien, la fréquentation des salles est bonne. La SRF continue toutefois d’alerter sur les processus de concentration, illustrés par la fusion de Gaumont et Pathé, l’arrivée des multiplexes et de la carte illimitée UGC. Le premier accord entre le monde du cinéma et Canal+ est signé le 13 décembre 2000. Un protocole avec France Télévisions suivra en 2003. Les années 2000 sont également marquées par le développement d’internet et de son corollaire, le piratage : les premières discussions s'engagent pour endiguer le téléchargement illicite et protéger la rémunération des créateurs et des ayants droit. 
Malgré une forte mobilisation des professionnels pour sauvegarder leur régime spécifique d’indemnisation du chômage, le MEDEF et la CFDT, la CFE-CGC et la CFTC signent en juin 2003, au sein de l’Unédic, un protocole d’accord modifiant les règles d’indemnisation des intermittents : 507 heures de travail en dix mois et demi pour les artistes, en dix mois pour les techniciens, au lieu d’un an, ouvrant droit à une indemnisation de huit mois au lieu de douze. Un comité de suivi sur l’intermittence est mis en place, réunissant des parlementaires, la coordination des intermittents, la CGT et des organisations professionnelles du spectacle, dont la SRF. Les intermittents développent une expertise sur leurs conditions de travail et portent des propositions pour un système plus juste, redistributif et sans surcoût. Leur combat durera 13 ans, jusqu’à la signature de l’accord de 2016. 
Groupe de réflexion de 13 personnalités du cinéma français, le Club des 13 est formé en 2008 à l'initiative de la réalisatrice Pascale Ferran et à la suite de son discours retentissant aux César de 2007. Ce groupe rédige un rapport, Le milieu n'est plus un pont mais une faille, dénonçant les difficultés croissantes de financement et de distribution des films dits « du milieu ». Une concertation est mise en place pour débattre des propositions du Club des 13. Ces discussions amènent notamment à la mise en place, en 2011, de l’Aide à la conception pour les auteurs et au renforcement du soutien automatique au producteur délégué. De son côté, le ROD (Réseau des organisations du documentaire), qui réunit producteurs, réalisateurs et auteurs de documentaires travaille avec le CNC au lancement d’un nouveau dispositif de soutien, appelé « Aide au développement renforcé ». 
Les années 2000 sont également créatives pour la SRF, qui invente le Carrosse d’or en 2002 et fonde, à travers Katell Quillévéré et Sébastien Bailly, le Festival du Cinéma de Brive en 2004.  

### Années 2010
Les discussions sur la convention collective de la production cinématographique marquent le début des années 2010. La SRF n’est pas un syndicat et ne participe pas directement aux négociations, mais les réalisateurs suivent de près les discussions. L’enjeu est, tout d’abord, la définition d’un salaire minimum pour le réalisateur (alors inexistant) et la définition de ses fonctions. Les débats se cristallisent bientôt sur les effets d'une nouvelle convention collective du cinéma sur la diversité de la création, et la difficulté pour les films les moins bien financés de pouvoir respecter des exigences conventionnelles très ambitieuses. Ce sujet divise les cinéastes. L’Assemblée générale du 15 juin 2013 est marquée par un nombre d’adhésions sans précédent (345 cinéastes sont présents) et un renouvellement total du Conseil d’administration de la SRF. Un système dérogatoire transitoire sera finalement mis en place pour les films les moins bien financés[réf. nécessaire]. 
Des « Assises pour la diversité du cinéma » sont convoquées au CNC en 2014. Les discussions sur la convention collective, ainsi qu’une tribune très virulente de Vincent Maraval sur les salaires faramineux des acteurs français, ont rouvert le débat sur le financement des films[réf. nécessaire]. L’objectif de ces « Assises » est d’établir des propositions pour mieux financer et exposer le cinéma d’auteur dans toute sa diversité. Des groupes de travail, associant de jeunes cinéastes, sont mis en place à la SRF.
Les cinéastes sont toujours engagés dans le débat politique et social. « L’Appel de Calais » est lancé en octobre 2015, afin d’alerter l’opinion publique sur les conditions de vie des migrants et des réfugiés de la jungle de Calais. Le violent démantèlement de la « jungle » en 2016 amènera les signataires de cet appel à conclure à une douloureuse défaite. 
Au moment de l’éclatement de l’Affaire Weinstein en 2017, la SRF s’engage à œuvrer pour une révolution des rapports hiérarchiques dans l’industrie du cinéma[réf. nécessaire].
La SRF a lancé la Cinetek (une plateforme VOD de films de patrimoine entièrement programmée par des cinéastes) et remporté le concours « Réinventer Paris », pour la création d’un nouveau cinéma dans le 11e arrondissement de la capitale.
En novembre 2019, la SRF annonce avoir décidé de radier de ses membres Christophe Ruggia après que l’actrice Adèle Haenel a accusé le réalisateur d’« attouchements» et d’« harcèlement sexuel permanent » alors qu’elle était âgée de 12 à 15 ans. Celui-ci, plusieurs fois président et alors encore membre du conseil d'administration, est décrit par Le Monde comme « un poids lourd de l'association »,. Pour Le Point, le réalisateur est « moins connu pour ses films que pour son engagement de longue date au sein de la SRF ».
Le 14 novembre 2019, à l'occasion des Assises pour la parité, l'égalité et la diversité, la SRF signe la Charte pour l’inclusion dans le cinéma et l’audiovisuel avec le Collectif 50/50, aux côtés des principales organisations professionnelles. Elle s'engage ainsi à favoriser la diversité de la société française au travers d’actions concrètes à tous les stades de la production cinématographique et audiovisuelle.

## Liste des présidents de la SRF
Fondateur de la SRF, Robert Bresson en devient Président d'honneur de 1977, et le reste jusqu'à sa mort en 1999.    
- 2024 : Steve Achiepo, Romain Cogitore, Marine Francen

- 2023 : Marine Francen, Axelle Ropert, Denis Walgenwitz
- 2022 : Thomas Bidegain, Éléonore Weber, Frédéric Farrucci
- 2021 : Thomas Bidegain, Frédéric Farrucci, Zoé Wittock
- 2020 : Thomas Bidegain, Lucie Borleteau, Vergine Keaton
- 2019 : Bertrand Bonello, Catherine Corsini, Aude Léa Rapin
- 2018 : Marie Amachoukeli, Bertrand Bonello, Christophe Ruggia
- 2017 : Yann Gonzalez, Céline Sciamma, Rebecca Zlotowski
- 2016 : Catherine Corsini, Katell Quillévéré, Céline Sciamma
- 2015 : Catherine Corsini, Pierre Salvadori, Céline Sciamma
- 2014 : Christophe Ruggia, Pierre Salvadori, Céline Sciamma
- 2013 : Pascale Ferran, Katell Quillévéré, Christophe Ruggia
- 2012 : Éric Guirado, Jean-Jacques Jauffret, Chantal Richard
- 2011 : Chantal Richard, Fabrice Genestal et Christophe Ruggia
- 2010 : Malik Chibane - Vice-présidents : Michel Andrieu, Fabrice Genestal
- 2009 : Malik Chibane - Vice-présidents : Michel Andrieu, Fabrice Genestal
- 2008 : Cédric Klapisch, Pierre Salvadori, Christian Vincent
- 2007 : Cédric Klapisch, Pierre Salvadori, Christian Vincent
- 2006 : Pascal Thomas - Vice-présidents : Luc Leclerc du Sablon, Christophe Ruggia, Jean-Paul Salomé
- 2005 : Pascal Thomas
- 2004 : Pascal Thomas
- 2003 : Pascal Thomas
- 2002 : Serge Le Péron, Nicolas Philibert, Pascal Thomas
- 2001 : Serge Le Péron, Pierre Salvadori, Claire Simon
- 2000 : Serge Le Péron, Pierre Salvadori, Claire Simon
- 1999 : Cédric Klapisch, Jean-Henri Roger, Nicolas Philibert
- 1998 : Robert Guédiguian, Cédric Klapisch, Jean-Henri Roger
- 1997 : Gérard Mordillat - Vice-président : Luc Béraud
- 1996 : Gérard Mordillat - Vice-président : Luc Béraud
- 1995 : Gérard Mordillat
- 1994 : Denys Granier-Deferre
- 1993 : Denys Granier-Deferre
- 1992 : Denys Granier-Deferre
- 1991 : Jacques Deray
- 1990 : Jacques Deray - Vice-président : Caroline Huppert, Jean-Pierre Marchand, Bernard Dartigues
- 1989 : Francis Girod - Vice-présidents : S. Schiffman, J.P. Dekiss, D. Crèvecœur
- 1988 : Francis Girod - Vice-présidents : S. Schiffman, J.P. Dekiss, D. Crèvecœur
- 1987 : Bertrand Tavernier
- 1986 : Bertrand Tavernier
- 1985 : Coline Serreau, Pierre Jallaud, Jean Marbœuf
- 1984 : Coline Serreau, Pierre Jallaud, Jean Marbœuf
- 1983 : Laurent Heynemann, Jean-Charles Tacchella, Bertrand Van Effenterre
- 1982 : Maurice Dugowson, Serge Leroy, Philippe Pilard
- 1981 : Maurice Dugowson, Serge Leroy, Philippe Pilard
- 1980 : Bertrand Tavernier et Luc Béraud
- 1979 : Bertrand Tavernier et Luc Béraud
- 1978 : Louis Daquin et Michel Mitrani
- 1977 : Louis Daquin, Michel Mitrani, Serge Moati
- 1976 : Pierre Kast et Jean-Daniel Simon
- 1975 : Pierre Kast et Jean-Daniel Simon
- 1973 : Constantin Costa Gavras
- 1972 : Jacques Doniol-Valcroze
- 1970 : Jacques Doniol-Valcroze
- 1969 : Robert Enrico